# Die letzte Delikatesse
Die letzte Delikatesse (französischer Originaltitel: Une gourmandise, erschienen im Jahr 2000 bei Éditions Gallimard) ist ein Roman der französischen Schriftstellerin Muriel Barbery. In deutscher Sprache erschien der Roman erstmals 2001 in der Edition Epoca.

## Kurzbeschreibung
Ausgehend von den Geschmäckern und Gerüchen, die ein im Sterben liegender Restaurantkritiker im Laufe seines Lebens wahrgenommen hat, sucht jener Kritiker sich eine ganz bestimmte Speise ins Gedächtnis zu rufen. Die Erinnerungen des Kritikers werden unterbrochen durch nachrufartige Kommentare seiner Mitmenschen, eines Haustiers und einer Elfenbeinstatue.

## Inhalt
Pierre Arthens, seiner eigenen Ansicht nach „der größte Gastronomiekritiker der Welt“, hat von seinem Freund und Arzt Chabrot gesagt bekommen, er hätte nur noch 48 Stunden zu leben. Jene 48 Stunden verbringt Arthens damit, sich an eine bestimmte Speise, einen bestimmten Geschmack erinnern zu wollen. „Ich weiß, daß dieser Geschmack die erste und die letzte Wahrheit meines Lebens ist, daß in ihm der Schlüssel zu einem Herzen verwahrt liegt, das ich seither zum Schweigen gebracht habe. Ich weiß, daß es ein Geschmack der Kindheit ist, oder der Jugend“. Krampfhaft lässt Arthens verschiedene Stationen seines Lebens Revue passieren und die damit für ihn verbundenen Bilder, Geschmäcker und Gerüche. „Ich weiß, daß ich aussehe wie das, was ich im Grunde bin: ein Mann kurz vor der Agonie, der an der Schwelle zum Tod in die Kindheit zurückfällt.“
Die Erinnerung an Pierre Arthens’ Lebensstationen werden im Text unterbrochen durch nachrufartige Kommentare aus seiner Verwandtschaft, von Hausbewohnern, Arbeits-Kontakten, Mätressen, einem Bettler, Arthens’ Hauskatze, einer elfenbeinernen Skulptur sowie von Arthens’ einzigem Freund: dem Mediziner Chabrot. Durch Eigen- und Fremdbilder entsteht somit das Bild eines Lebenslaufs, das Arthens’ Neffe Paul so zusammenfasst: „Alles hat er zermalmt auf seinem Weg. Alles. Seine Kinder, seine Frau, seine Mätressen, bis hin zu seinem Werk, das er im letzten Moment mit einem Bittgesuch verleugnet, das er selbst nicht versteht, das aber einer Verdammung seiner Wissenschaft gleichkommt, einer Widerrufung seiner Ansichten“. Das letzte Bittgesuch des sterbenden Restaurantkritikers ist gegen Ende der 48 Stunden nämlich, dass er gerne plastikverschweißte Chouquettes aus dem Supermarkt Leclerc hätte. Sie erinnern ihn an jenen pubertären Moment, als seine Kindheit endete: „Ich war fünfzehn, ich kam aus dem Gymnasium, hungrig, wie man es in diesem Alter sein kann, auf eine wahllose, ungestüme Art und doch mit einer Seelenruhe, […] die genau das ist, was meinem Werk so sehr fehlt“, so Arthens: „In der beinahe mystischen Vereinigung meiner Zunge mit diesen Chouquettes vom Supermarkt aus industriell hergestelltem Teig und zu Melasse gewordenen Zucker habe ich Gott erreicht. Ich habe ihn dann verloren und glanzvollen Bedürfnissen geopfert, die nicht die meinen waren“. Damit bestätigt Arthens das, was sein Faktotum Violette in ihrem nachrufartigen Kommentar damit umschreibt, dass Arthens sich unter einfachen Leuten wohler fühlte „als mit all den Leuten aus der feinen Gesellschaft, mit denen er verkehrt: Man sieht zwar, daß es ihn freut, ihnen zu gefallen, ihnen zu imponieren, sie mit Wörtern zu füttern, ihnen zuzuschauen, wie sie ihm zuhören, aber er liebt sie nicht; es ist nicht seine Welt.“ Am Ende seines Lebens findet Arthens somit, auch wenn er seit seinem jugendlichen Chouquettes-Erlebnis ein für ihn falsches Leben führte, den Sinn des Lebens wieder: „Es geht nicht darum zu essen, es geht nicht darum zu leben, es geht darum zu wissen, warum.“

## Textanalyse
Die letzte Delikatesse ist eine Collage aus den Texten diverser Ich-Erzähler, von denen Pierre Arthens entweder der Ich-Erzähler ist oder aber diejenige Person, um die es anderen Ich-Erzählern geht. Die erzählte Zeit umfasst die letzten 48 Stunden der Hauptfigur vor ihrem Tode, in den Rückblenden einen Großteil seines Lebens. Orte der Handlung sind Paris, Nizza, die Gegend von Meaux; in den Rückblenden kommen unter anderem die Bretagne, ein Landgut nahe dem Wald von Rambouillet, die normannische Côte de Nacre, Rabat oder Tanger hinzu.

### Themen
Ehe und Familie
Die letzte Delikatesse stellt unter anderem eine durch einen dominanten Vater zerrüttete Familie dar. Arthens gibt sich sowohl seiner Frau als auch seinen Kindern gegenüber lieblos und gleichgültig. Er behauptet, er habe seine Kinder „verwöhnt auf verderblichste Art und Weise. Ich habe sie verfaulen und verrotten lassen, diese drei faden, dem Schoß meiner Frau entsprungenen Geschöpfe, Geschenke, die ich ihr nachlässig gemacht hatte als Gegenleistung für ihre Selbstverleugnung einer dekorativen Gattin […]. Ich liebe sie nicht, ich habe sie nie geliebt, und ich empfinde keinerlei Gewissensbisse deswegen. Daß sie ihrerseits ihre gesamte Energie darauf verschwenden, mich mit aller Kraft zu hassen, ist nicht meine Sache – die einzige Vaterschaft, zu der ich mich bekenne, ist mein Werk.“ Vor Dritten hat Arthens in Gegenwart seiner Kinder behauptet: „Meine Kinder sind Schwachköpfe, vor allem mein Sohn. Aus denen wird man nie etwas machen“. Das kommentiert sein Sohn Jean wie folgt: „Aber ja doch, Vater, du hast etwas aus deinen Bälgern gemacht, sie sind nichts anderes als dein Werk, du hast sie fein gehackt, zerlegt, in einer miesen Sauce ertränkt, und das ist aus ihnen geworden: Dreck, Versager, Schwächlinge, Jammerlappen.“
Erinnerung
Muriel Barbery kehrt in Die letzte Delikatesse Prousts Madeleine-Effekt um: Während bei Proust ein bestimmtes Geschmackserlebnis unwillkürlich Erinnerungen hervorruft, versucht die Hauptfigur von Die letzte Delikatesse, sich willentlich durch Erinnerungen ein bestimmtes Geschmackserlebnis ins Gedächtnis zu rufen. Auf diese Art wird der Roman „zu einer Jagd nach Erinnerungen, einer Übung in Nostalgie von einem ausgesprochen unsentimentalen Mann“.
Einfachheit
In seinem nachrufartigen Kommentar auf Pierre Arthens erinnert sich Georges, ein aufstrebender Restaurantkritiker, an eine gesellige Runde, in der Arthens wie ein „Papst […] inmitten seiner Kardinäle“ thronte und wo inmitten der „hochstaplerischen Phrasierungen“ über das Essen die höchst einfachen Worte von Georges sehr positiv auffielen. Arthens selbst beschreibt es wie folgt: „Was ist denn Schreiben schon, und mögen es auch brillante Artikel sein, wenn diese nichts über die Wahrheit sagen, weil sie so wenig ums Herz bemüht, so sehr der Lust zu glänzen unterworfen sind.“

### Figuren
Hauptfigur
- Die Hauptfigur von Die letzte Delikatesse ist der charismatische Egomane Pierre Arthens, nach eigenen Angaben überglücklich als Kind, unerbittlich als Mann,[16] „eingeengt in die Geschmackszwangsjacke meiner Stellung“,[17] gefangen im goldenen Käfig der „Ekstase der Macht“ und des Rausches, „Furcht einzuflößen“.[18] Sein bewundernder jüngerer Kritiker-Kollege Georges beschreibt Arthens als „löwenhafte Majestät“,[19] sein Freund und Arzt Chabrot ihn als „Meister der kulinarischen Orgien“.[20] Andere Sichtweisen sind negativer. Arthens’ Lieblingsneffe Paul stellt fest, Arthens hätte „alle Waffen“ gehabt, „die einen großen Meister ausmachen: eine gewandte Feder, Geist, Chuzpe, eine glänzende Begabung“.[4] Doch „statt mit seinem Genie die verschiedenen Gefühle, die sich in ihm regten, für die Nachwelt und für sich selbst auszuloten, verirrte er sich auf Seitenpfaden, überzeugt, das Nebensächliche müsse gesagt werden, nicht das Wesentliche“.[21] Die Seitenpfade: die Restaurantkritiken. Das Wesentliche: die Wahrheit über innere Zustände, die Arthens sich selbst gegenüber verleugnet.

Nebenfiguren
- Die wichtigste Nebenfigur ist Anna Arthens, die von ihrem Mann seit 20 Jahren nicht mehr gegrüßt wird[8] und in deren Ehe auch ansonsten die Kommunikationslosigkeit vorherrscht.[22] Anna weilt auch an seinem Totenbett, als unterwürfige,[23] selbstverleugnende Märtyrerin.[24]
- Bei Arthens’ schwerkrankem[25] Sohn Jean und den Töchtern Laura und Clémence handelt es sich um Charaktere, denen es aufgrund ihres dominanten, in seinen Selbstlügen groß gewordenen Übervaters schwerfällt, zu selbstständigen Persönlichkeiten zu reifen. Die Arthens-Tochter Clémence taucht gar nur als Kommentar ihrer Tochter (und Arthens-Enkelin) Lotte auf. Alle drei Sprösslinge halten sich vom Sterbenden fern, mit dem sie bestenfalls eine Hassliebe verbindet.[26]
- Zu weiteren Verwandtschaft von Arthens’ gehört dessen Lieblingsneffe Paul, der zusammen mit seiner Schwester Adéle und deren Tochter Anaïs im Dunstkreis von Arthens verkehrt.[27]

- Die Liebschaften des Pierre Arthens werden streiflichtartig beleuchtet anhand der Restaurantbesitzerin Marquet, mit der Arthens eine Affäre hatte, weil sie ihm „von seinem ersten Besuch an ihre Gerichte und ihren Hintern darbot“,[28] sowie der anderweitig verheirateten Laure, die weiß, dass sie für Arthens „nichts als ein flüchtiges Vergnügen, nichts als eine charmante Zerstreuung“[29] gewesen ist.
- Zum Hausstand des Pierre Arthens gehören auch die Concierge Renée, die als Figur in Barberys Folgeroman Die Eleganz des Igels wieder auftaucht, sowie das Faktotum Violette, eine elfenbeinerne Venus-Skulptur in Arthens’ Arbeitszimmer und die Hauskatze Rick.
- Weitere Ich-Erzähler sind der aufstrebende Gastronomiekritiker Georges, der an einer Ecke von Arthens’ Wohnstraße stammplatzmäßig postierte Bettler Gégène sowie Chabrot, der einzige Freund des vereinsamt sterbenden Pierre Arthens.

## Rezeption
Der New Yorker lobte die verführerischen Heraufbeschwörungen geschmacklicher Vergnügen in Die letzte Delikatesse.
Die San Francisco Chronicle bemängelte dagegen an dem „unsubtilen“ Roman Die letzte Delikatesse unter anderem, dass die Charaktere in Die letzte Delikatesse verglichen mit dem Nachfolgewerk Die Eleganz des Igels zu wenig von Menschlichkeit erfüllt seien. Vor allem, weil der Fokus von Die letzte Delikatesse auf primitiver Gier läge, mangele es dem Roman an dem Charme, der Finesse und der emotionalen Schlagkraft von Die Eleganz des Igels.

## Auszeichnungen
Die letzte Delikatesse wurde im Jahr 2000 mit dem Prix du Meilleur Livre de Littérature Gourmande ausgezeichnet, im Jahr 2001 mit dem Prix Bacchus-BSN.

## Textausgaben (Auswahl)
Originalausgabe
- Une gourmandise. Roman. Gallimard, Paris 2000. ISBN 2-07-075869-9.

Deutschsprachige Ausgaben
- Die letzte Delikatesse. Roman. (Übersetzung: Gabriela Zehnder.) Edition Epoca, Zürich 2001. ISBN 3-905513-24-2.
- Die letzte Delikatesse. Roman. (Übersetzung: Gabriela Zehnder.) Deutscher Taschenbuch Verlag, München 2009. ISBN 978-3-423-13759-1.

Weitere Übersetzungen
- En delikatesse. Gyldendal, København 2012. ISBN 978-87-7973-564-4
- Estasi culinarie. Edizioni e/o, Roma 2012. ISBN 978-88-7641-975-1.
- Gourmet Rhapsody. Europa Editions, New York NY 2009. ISBN 978-1-933372-95-2.
- Лакомство. Inostranka, Moskva 2010. ISBN 978-5-389-00981-3.
- Лакомството. Fakel Ekspres, Sofia 2015. ISBN 978-954-9772-94-4.
- Kulinaristin kuolema. Gummerus, Helsinki 2011. ISBN 978-951-20-8291-9.
- Pochoutka. Host, Brno 2009. ISBN 978-80-7294-325-8.
- Rapsodia gourmet. Editorial Seix Barral, Barcelona 2011. ISBN 978-84-322-5117-7.
- Smaken. Sekwa Förlag, Stockholm 2010. ISBN 978-91-977269-8-6.